# 細野站
細野站（日语：／ Hosono eki */?）是位於長野縣北安曇郡松川村字東川原，東日本旅客鐵道（JR東日本）的大糸線車站。車站編號是29。

## 歷史
- 1915年（大正4年）9月29日：信濃鐵道（日语：信濃鉄道） 有明站至池田松川站（現時：信濃松川站）之間開通，此站啟用[2]。為旅客車站。
- 1926年（大正15年）1月8日：信濃鐵道全線電氣化，旅客列車使用電動列車[2]。
- 1937年（昭和12年）6月1日：信濃鐵道被國有化，成為大糸南線[5]。
- 1957年（昭和32年）8月15日：中土站至小瀧站之間開通，全線開通並改名為大糸線[2]。
- 1987年（昭和62年）4月1日：伴隨國鐵分割民營化，車站由東日本旅客鐵道（JR東日本）營運[6][7]。

## 車站構造
車站是一座地面車站，設有1面1線單式月台，不可進行列車交會。
此站是由信濃大町站管理的無人車站。

## 使用狀況
根據「長野縣統計書」，以下為1日平均乘車人次資料：
- 2007年度 - 61人[1]
- 2009年度 - 55人[1]
- 2010年度 - 57人[8]
- 2011年度 - 56人[3]

## 車站周邊
車站前方為農田，也設有少量住宅。
- 高瀨川（日语：高瀬川 (長野県)）
- 國道147號（日语：国道147号）
- 道之驛安曇野松川（日语：道の駅安曇野松川）[1]
- 細野神社

## 相鄰車站
東日本旅客鐵道（JR東日本）
■大糸線
□快速
通過
■普通
安曇追分（30）－細野（29）－北細野（28）

## 注腳

## 外部連結
- 車站資訊（細野）：東日本旅客鐵道（日語）